# هارونا دیارا
هارونا دیارا (انگلیسی: Harouna Diarra؛ زادهٔ ۲۶ اکتبر ۱۹۷۸) بازیکن فوتبال اهل مالی بود.
از باشگاه‌هایی که در آن بازی کرده است می‌توان به باشگاه فوتبال او.اف.آی کرته اشاره کرد.
وی همچنین در تیم ملی فوتبال مالی بازی کرده است.